# فرناندو دي فالديز إي سالاس
فرناندو دي فالديز إي سالاس هو رجل دين وسياسي إسباني، ولد في 1483 في سالاس في إسبانيا، وتوفي في 9 ديسمبر 1568 في مدريد في إسبانيا.

## مناصب
- انتخب أسقف ليون  [لغات أخرى]‏.
- انتخب أسقف أبرشية [الإنجليزية]‏ (29 أكتوبر 1539 – ).
- انتخب أسقف أبرشية [الإنجليزية]‏ (24 مايو 1529 – ).
- انتخب أسقف أبرشية [الإنجليزية]‏ (12 يناير 1530 – ).
- انتخب أسقف أبرشية [الإنجليزية]‏ (1 يوليو 1532 – ).
- انتخب أسقف أبرشية [الإنجليزية]‏ (30 مايو 1539 – ).
- انتخب مطران كاثوليكي  [لغات أخرى]‏ (27 أغسطس 1546 – ).
- انتخب Roman Catholic Archbishop of Seville  [لغات أخرى]‏ (1546 – 9 ديسمبر 1568).
- انتخب Roman Catholic Bishop of Siguenza  [لغات أخرى]‏.
- انتخب كبير المحققين.